# Шаран Едуард Вікторович
Едуа́рд Ві́кторович Шара́н (нар. 11 вересня 1993, Хмельницький, Україна — пом. 27 листопада 2023, Запорізька обл.) — український військовослужбовець, учасник російсько-української війни, Герой України (2024, посмертно).

## Життєпис
Народився 11 вересня 1993 року в Хмельницькому. У 2008 році вступив у Львівський державний ліцей з посиленою військово-фізичною підготовкою імені Героїв Крут. Пізніше навчався в Національній академії сухопутних військ імені Петра Сагайдачного. Згодом перевівся до одеської академії, де здобув ступінь магістра.
На захисті України з 2014 року, командував групою CCO.
Загинув 27 листопада 2023 року в Запорізькій області.
Похований у Хмельницькому на Алеї Слави кладовища у мікрорайоні Ракове.
Без Едуарда лишились дружина Ася; син Адам 2020 р.н. і батьки.

## Нагороди та вшанування
- Звання Герой України з удостоєнням ордена «Золота Зірка» (26 липня 2024, посмертно) — за особисту мужність і героїзм, виявлені у захисті державного суверенітету та територіальної цілісності України, самовіддане служіння Українському народові[1].
- Нагороджений почесним нагрудним знаком Сил спеціальних операцій ЗСУ «Іду на ВИ» IV ступеня[2].
- Почесний громадянин Хмельницької міської територіальної громади[3].